# Radel
Radel, Radeglio o Radegl (in croato: Radelj) è un isolotto disabitato della Croazia situato nel mare Adriatico a nord di Morter. Appartiene all'arcipelago di Sebenico. Amministrativamente, assieme alle isolette circostanti, fa parte del comune Morter-Incoronate, nella regione di Sebenico e Tenin.

## Geografia
Radel si trova a sud-est di Arta Grande, a circa 1 km di distanza e 900 m a nord della punta settentrionale di Morter (rt Crnikovac) ed è circondato da altri isolotti e scogli. Ha una superficie di 0,54 km², un'altezza di 66,4 m s.l.m e uno sviluppo costiero di 3,42 km.  Ha un promontorio arrotondato a est (rt Glavičica) e una sottile punta che si allunga a nord (rt Oštrica). L'isola ripara a nord il tratto di mare compreso tra l'isolotto Simignago e Morter, chiamato porto Simignago (uvala Zmišćina). A ovest è bagnato dalle acque del canale di Vergada (Vrgadski kanal).

### Isole adiacenti
- Arta Piccola (Arta Mala), isolotto 640 m circa a nord.
- Tre scogli si trovano tra Radel e Arta Grande: 
  - Gubbavaz Grande[10], Gubavaz[7], Gubovaz[8] o Gobavaz[6] (Gubavac Veliki), scoglio rotondo (160 m di diametro) a nord-ovest, a circa 700 m[2]; con una superficie di 0,025 km²[1], uno sviluppo costiero di 0,57 km[1] e l'altezza di 23 m[2] 43°50′56″N 15°33′08″E;
  - Gubbavaz Piccolo[10] (Gubavac Mali), piccolo scoglio a est di Gubavaz che ha un'area di 0,0047 km²[9] ed è alto 5 m[2] 43°50′55″N 15°33′19″E;
  - Prisgnago Piccolo[11], Brisgnaco Piccolo[12], Brisgnak[7], Brisgnach[8] o Presgnak[6] (Prišnjak Mali), di forma allungata, di circa 400 m di lunghezza, a nord-ovest a circa 120 m[2]; ha una superficie di 0,042 km²[1], uno sviluppo costiero di 0,92 km[1] e l'altezza di 11 m[2] 43°50′50″N 15°33′34″E.
- Maslignak[6][7] o Oliveto[13] (Maslinjak), scoglio lungo circa 220 m[2] situato circa 7400 m a sud-ovest; ha una superficie di 0,015 km²[1] e uno sviluppo costiero di 0,5 km[1] 43°50′13″N 15°33′17″E.
- Simignago (Zminjak), a sud-est.

### Cartografia
- (HR) Mappa topografica della Croazia 1:25000, su preglednik.arkod.hr. URL consultato il 21 aprile 2017.
- G. Giani, Carta prospettiva delle Comuni censuarie della Dalmazia, foglio 6, 1839. Fondo Miscellanea cartografica catastale, Archivio di Stato di Trieste.
- Carta di cabottaggio del mare Adriatico, foglio VII, Milano, Istituto geografico militare, 1822-1824. URL consultato il 6 gennaio 2017 (archiviato dall'url originale il 13 aprile 2013).